# Krivočrtni koordinatni sistem
Krivočrtni koordinatni sistem je koordinatni sistem v Evklidskem prostoru v katerem so lahko koordinatne premice ukrivljene. Te koordinate se lahko dobijo iz kartezičnega koordinatnega sistema z uporabo preslikave, ki je lokalno inverzibilna v vsaki točki. To pa pomeni, da lahko v vsaki točki, ki je dana v  kartezičnem koordinatnem sistemu pretvorimo koordinate v krivočrtne in nazaj. 
Izraz je skoval francoski matematik Gabriel Lamé (1795 - 1870). 
V dvorazsežnem prikažemo lego točke s koordinatama  ({\displaystyle x_{1},x_{2}}), vektor pa v obliki {\displaystyle \mathbf {x} =x_{1}~\mathbf {e} _{1}+x_{2}~\mathbf {e} _{2}}
kjer sta {\displaystyle \mathbf {e} _{1},\mathbf {e} _{2}} bazna vektorja. Na podoben način lahko opišemo lego neke točke v krivočrtnem koordinatnem sistemu. Koordinate v tem sistemu pa označimo kot ({\displaystyle \xi ^{1},\xi ^{2}}). Vektor lege pa z {\displaystyle \mathbf {x} =\xi ^{1}~\mathbf {g} _{1}+\xi ^{2}~\mathbf {g} _{2}}. Količini {\displaystyle \xi ^{i}} in {\displaystyle x_{i}} sta povezani s preslikavo
{\displaystyle \xi ^{i}=\varphi _{i}(x_{1},x_{2})}
Bazna vektorja {\displaystyle \mathbf {g} _{i}} in {\displaystyle \mathbf {e} _{i}} sta povezana z 
{\displaystyle \mathbf {g} _{i}={\cfrac {\partial x_{1}}{\partial \xi ^{i}}}\mathbf {e} _{1}+{\cfrac {\partial x_{2}}{\partial \xi ^{i}}}\mathbf {e} _{2}}.
Koordinatne črte so nivojske krivulje za {\displaystyle \xi ^{1}} in {\displaystyle \xi ^{2}} v dvorazsežni ravnini.
Zgled za krivočrtne koordinate je polarni koordinatni sistem. V tem primeru je preslikava enaka
{\displaystyle \xi ^{1}=r={\sqrt {x_{1}^{2}+x_{2}^{2}}}~;~~\xi ^{2}=\theta =\tan ^{-1}(x_{2}/x_{1})}

## Splošna oblika krivočrtnih koordinat
V kartezičnem koordinatnem sistemu je lega točke P(x, y, z) določena s presekom treh med seboj pravokotnih ravnin x = konst., y = konst. z = konst. Koordinate x, y, in z so povezane s tremi novimi vrednostmi q1, q2 in q3 z enačbami
x = x(q1,q2,q3)     neposredna preslikava
y = y(q1,q2,q3)     (krivočrtne v kartezične koordinate)
z = z(q1,q2,q3).
Zgornje enačbe lahko zapišemo tudi kot 
q1 = q1(x, y, z)     inverzna preslikava
q2 = q2(x, y, z)     (kartezične v  krivočrtne koordinate)
q3 = q3(x, y, z).
Funkcija preslikav je bijektivna in zadovoljuje zahteve v domeni:
- funkcije so gladke
- determinanta obratne Jakobijeve matrike ni enaka nič.

To pa lahko zapišemo kot 
{\displaystyle |J^{-1}|=\det {\partial (q_{1},q_{2},q_{3}) \over \partial (x,y,z)}={\begin{vmatrix}{\frac {\partial q_{1}}{\partial x}}&{\frac {\partial q_{1}}{\partial y}}&{\frac {\partial q_{1}}{\partial z}}\\{\frac {\partial q_{2}}{\partial x}}&{\frac {\partial q_{2}}{\partial y}}&{\frac {\partial q_{2}}{\partial z}}\\{\frac {\partial q_{3}}{\partial x}}&{\frac {\partial q_{3}}{\partial y}}&{\frac {\partial q_{3}}{\partial z}}\end{vmatrix}}\neq 0}.
Dano točko lahko opišemo tako, da podamo koordinate x, y  in z ali pa koordinate  q1, q2 in q3. Inverzna enačba opisuje ploskev v novih koordinatah in presečišče treh ploskev  določa lego točke v trirazsežnem prostoru. Ploskve q1 = konstanta, q2 = konstanta  in q3 = konstanta, se imenujejo  koordinatne ploskve. Prostorske krivulje, ki jih dobimo na presečiščih dveh ploskev, pa so koordinatne črte. Koordinatne osi so določene kot tangente na koordinatne črte na preseku treh ploskev. To v splošnem stalne smeri  v prostoru, kar velja za kartezične koordinate. Količina (q1, q2, q3) so krivočrtne koordinate  točke P(q1, q2, q3).     
V splošnem pa so (q1, q2,.... qn) krivočrtne koordinate v n-razsežnem prostoru.

## Zgled: Sferne koordinate
Sferne koordinate so najpogosteje uporabljene krivočrtne koordinate. Krivočrtne koordinate (q1, q2, q3).
V tem sistemu koordinate običajno označujemo z r (razdalja od pola, velja r ≥ 0), θ (zenitna razdalja ali širina 0 ≤ θ ≤ 180°) in φ (azimut ali dolžina 0 ≤ φ ≤ 360°).
Neposredna povezava med kartezičnimi in sfernimi koordinatami je
{\displaystyle {\begin{aligned}x&=r\sin \theta \cos \phi \\y&=r\sin \theta \sin \phi \\z&=r\cos \theta \end{aligned}}}.
Z rešivijo za r, θ, in φ, dobimo obratne odnose med sfernimi in kartezičnimi koordinatami
{\displaystyle {\begin{aligned}r&={\sqrt {x^{2}+y^{2}+z^{2}}}\\\theta &=\arccos \left({\frac {z}{\sqrt {x^{2}+y^{2}+z^{2}}}}\right)\\\varphi &=\arctan \left({\frac {y}{x}}\right)\end{aligned}}}.

## Krivočrtna lokalna baza

### Pojem baze
Da bi definirali vektor s pomočjo koordinat potrebujemo še pojem baze. Baza je v trirazsežnem prostoru množica linearno neodvisnih vektorjev{\displaystyle \{\mathbf {e} _{1},\mathbf {e} _{2},\mathbf {e} _{3}\}}, ki jih imenujemo bazni vektorji. Vsak bazni vektor je povezan z eno koordinato pripadajoče razsežnosti. Vsak vektor {\displaystyle \mathbf {v} } lahko prikažemo kot vsoto vektorjev {\displaystyle v_{i}~\mathbf {e} _{i}}, ki jih dobimo kot zmnožek baznega vektorja ({\displaystyle \mathbf {e} _{i}}) s skalarnim koeficientom ({\displaystyle v_{i}}), ki ga imenujemo komponenta. Vsak vektor ima natančno komponento v vsaki razsežnosti in ga lahko prikažemo kot 
{\displaystyle \mathbf {v} =v_{1}~\mathbf {e} _{1}+v_{2}~\mathbf {e} _{2}+v_{3}~\mathbf {e} _{3}}.
Za takšen koordinatni sistem in njegovo bazo se zahteva, da je vsaj ena vrednost {\displaystyle v_{i}\neq 0}
velja 
{\displaystyle v_{1}~\mathbf {e} _{1}+v_{2}~\mathbf {e} _{2}+v_{3}~\mathbf {e} _{3}\neq 0}. Ta pogoj se imenuje linearna neodvisnost.
Linearna neodvisnost pravi, da ne obstajajo bazni vektorji z velikostjo nič, ker bi v tem primeru dobili vektor z velikostjo nič, če bi ga množili s poljubno komponento. Nekoplanarni vektorji so linearno neodvisni. Katerikoli trije nekoplanarni vektorji lahko služijo kot baza v treh razsežnostih.

### Bazni vektorji v krivočrtnih koordinatah
Za splošno obliko krivočrtnih koordinat se bazni vektorji in komponente spreminjajo od točke do točke. Poglejmo n-razsežni vektor {\displaystyle \mathbf {v} }, ki je izražen v kartezičnih koordinatah kot 
{\displaystyle \mathbf {v} =v^{1}~\mathbf {e} _{1}+v^{2}~\mathbf {e} _{2}+v^{3}~\mathbf {e} _{3}+\dots +v^{n}~\mathbf {e} _{n}}.
Če spremenimo bazne vektorje v {\displaystyle \{\mathbf {g} _{1},\mathbf {g} _{2},\mathbf {g} _{3},\dots ,\mathbf {g} _{n}\}} potem vektor {\displaystyle \mathbf {v} } v novi bazi opisuje isti vektor 
{\displaystyle \mathbf {v} ={\hat {v}}^{1}~\mathbf {g} _{1}+{\hat {v}}^{2}~\mathbf {g} _{2}+{\hat {v}}^{3}~\mathbf {g} _{3}+\dots +{\hat {v}}^{n}~\mathbf {g} _{n}},
kjer so
- {\displaystyle {\hat {v}}^{i}} komponente vektorja v novi bazi.

Torej je vsota, ki opisuje vektor {\displaystyle \mathbf {v} } v novi bazi je sestavljena iz drugih vektorjev, vsota pa ostane enaka.

### Kovariantna in kontravariantna baza
Bazne vektorje lahko povežemo s koordinatnim sistemom na dva načina
- lahko jih postavimo tako, da so kolinearni z osmi
- lahko jih postavimo tako, da so pravokotni (normalni) na koordinatne ploskve.

V prvem primeru se vektorji transformirajo kot  kovariantni vektorji. V drugem primeru se bazni vektorji transformirajo kot kontravariantni vektorji. Pri označevanju teh dveh vrst baznih vektorjev uporabljamo dva načina. Kovariantne vektorje označujemo s spodnjimi oznakami, kontravariantne vektorje pa označujemo z zgornjimi oznakami. To pomeni, da v odvisnosti od tega kako jih zgradimo, imamo za splošne krivočrtne koordinate dve skupini baznih vektorjev v vsaki točki: {\displaystyle \{\mathbf {g} _{1},\mathbf {g} _{2},\mathbf {g} _{3}\}} za kovariantno bazo in {\displaystyle \{\mathbf {g} ^{1},\mathbf {g} ^{2},\mathbf {g} ^{3}\}} za kontravariantno bazo.  
Vektor {\displaystyle \mathbf {v} } lahko izrazimo v katerikoli bazi 
{\displaystyle \mathbf {v} =v^{1}\mathbf {g} _{1}+v^{2}\mathbf {g} _{2}+v^{3}\mathbf {g} _{3}=v_{1}\mathbf {g} ^{1}+v_{2}\mathbf {g} ^{2}+v_{3}\mathbf {g} ^{3}}.
Pri tem je lahko vektor {\displaystyle \mathbf {v} } kovarianten ali kontravarianten v odvisnosti od vrste njegovih komponent. 